# Байкей
Байке́й (рос. Байкей) — присілок у складі Шарканського району Удмуртії, Росія.

## Населення
Населення — 121 особа (2010; 184 у 2002).
Національний склад станом на 2002:
- удмурти — 100 %

## Урбаноніми[3]
- вулиці — Праці